# W.L. & J. Brusse's Uitgeversmaatschappij
W.L. & J. Brusse's Uitgeversmaatschappij (Rotterdam) was een van de uitgeverijen die de Nederlandse boekkunst aan het begin van de twintigste eeuw in het bijzonder hebben bevorderd. De gebroeders Willem (Willy) Lucas Brusse en Johan (Jo) Brusse (resp. 1879-1937 en 1868-1949) waren afkomstig uit een gegoed middenstandsmilieu. Vader was commissionair in effecten en moeder was bestuurslid van de stichting Onderlinge Vrouwenbescherming. Hun broer Marie Joseph Brusse (1873-1941) werd journalist en was de schrijver van het bekende boek Boefje, dat ook bij Brusse werd uitgegeven. De laatste directeur van de uitgeverij was sedert 1949 de zoon van Johan: M.Th. (Maart) Brusse (1909-1974).
De broers hadden een sterk idealistische inslag en waren vooral gegrepen door sociaaldemocratische denkbeelden. Van hun publicaties maakten onder anderen de schrijvers Carel Steven Adama van Scheltema, J.H. Leopold, Fré Dommisse en Henriette Roland Holst deel uit.

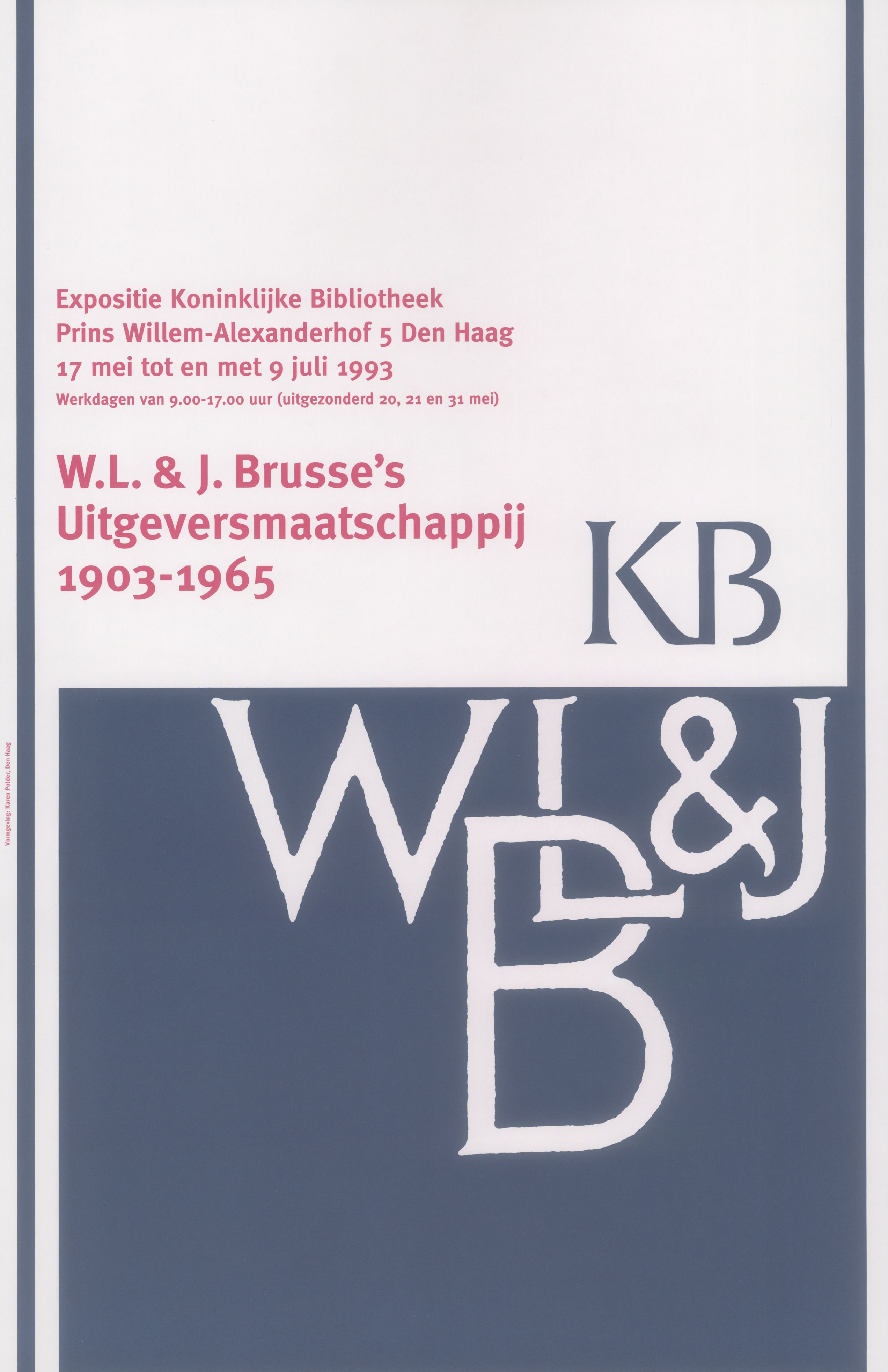
Poster van tentoonstelling over Uitgeverij Brusse

Tot de boekbandontwerpers en illustratoren behoorden H.P. Berlage, Johan Briedé, J.B. Heukelom, Jan van Krimpen, Dirk Nijland, Richard Roland Holst, S.H. de Roos, en in later jaren Piet Zwart, Paul Schuitema en Wim Brusse, de zoon van Johan. Uitgeverij Brusse koppelde socialistische idealen aan zakelijke motieven. De vormgeving van de boeken (papierkeuze, lettertype, illustratie) stond op hoog niveau, vaak onder leiding van S.H. de Roos. Ook jongere vormgevers kregen een kans bij Brusse, door toedoen van zoon Wim Brusse (1910-1978), die van 1928 tot 1933 leerling van Kiljan en Schuitema was en in 1934 als assistent voor Schuitema werkte. In 1935 gebruikte hij voor het omslag van Mannen in leer foto's vanuit verschillend perspectief. Piet Zwart redigeerde voor Brusse de reeks Monografieën over Filmkunst en ontwierp onder andere het omslag voor Kamergymnastiek voor iedereen (1930). De enige opdracht die Schuitema zelf van de uitgeverij kreeg, was wel een bijzondere. Hij ontwierp het omslag van Ben Stromans reportageroman Stad (1932).
Op literair gebied richtte de uitgever zich vooral op socialistische literatuur en nieuw-zakelijk proza; daarnaast was de uitgever betrokken bij een aantal belangrijke uitgaven op het terrein van de architectuur en toegepaste kunst. Belangrijke  bronnen zijn nog steeds de dertien boeken die Berlage er publiceerde, de jaarboeken van de Nederlandsche Ambachts- en Nijverheidskunst, de reeksen De Toegepaste Kunsten in Nederland, Serie Monografieën over Filmkunst (met de bijzondere typografie van Piet Zwart) en Moderne Bouwkunst in Nederland, en na de oorlog het tijdschrift Goed Wonen.
In de periode 1903-1965 zou de uitgeverij 1026 titels publiceren. Na de opheffing van de uitgeverij kwam het grootste gedeelte van het fonds terecht bij de Koninklijke Bibliotheek in Den Haag.